# Kevin Deltombe
Pour les articles homonymes, voir Deltombe.
Kevin Deltombe est un coureur cycliste belge néerlandophone né le 27 février 1994 à Bruges.

## Biographie
Kevin Deltombe est né le 27 février 1994 en Belgique
Membre de l'équipe Avia Fuji en 2012, Kevin Deltombe est recruté à partir de l'année 2013 par Lotto-Belisol U23. Il explique ce choix par le fait que Lotto-Belisol souhaite à moyen terme avoir le plus de belges possible dans son équipe. Une autre possibilité aurait été EFC-Omega Pharma-Quick Step.
En 2014, il arrive troisième au Grand Prix Criquielion au terme d'un sprint massif, deux autres coureurs de l'équipe figurent dans le top 10.
En fin d'année 2016, il est stagiaire dans l'équipe professionnelle Lotto-Soudal. Il devient professionnel en 2017 dans l'équipe Sport Vlaanderen-Baloise.
En août 2018, il termine sixième du Grand Prix de la ville de Zottegem.

## Palmarès et résultats

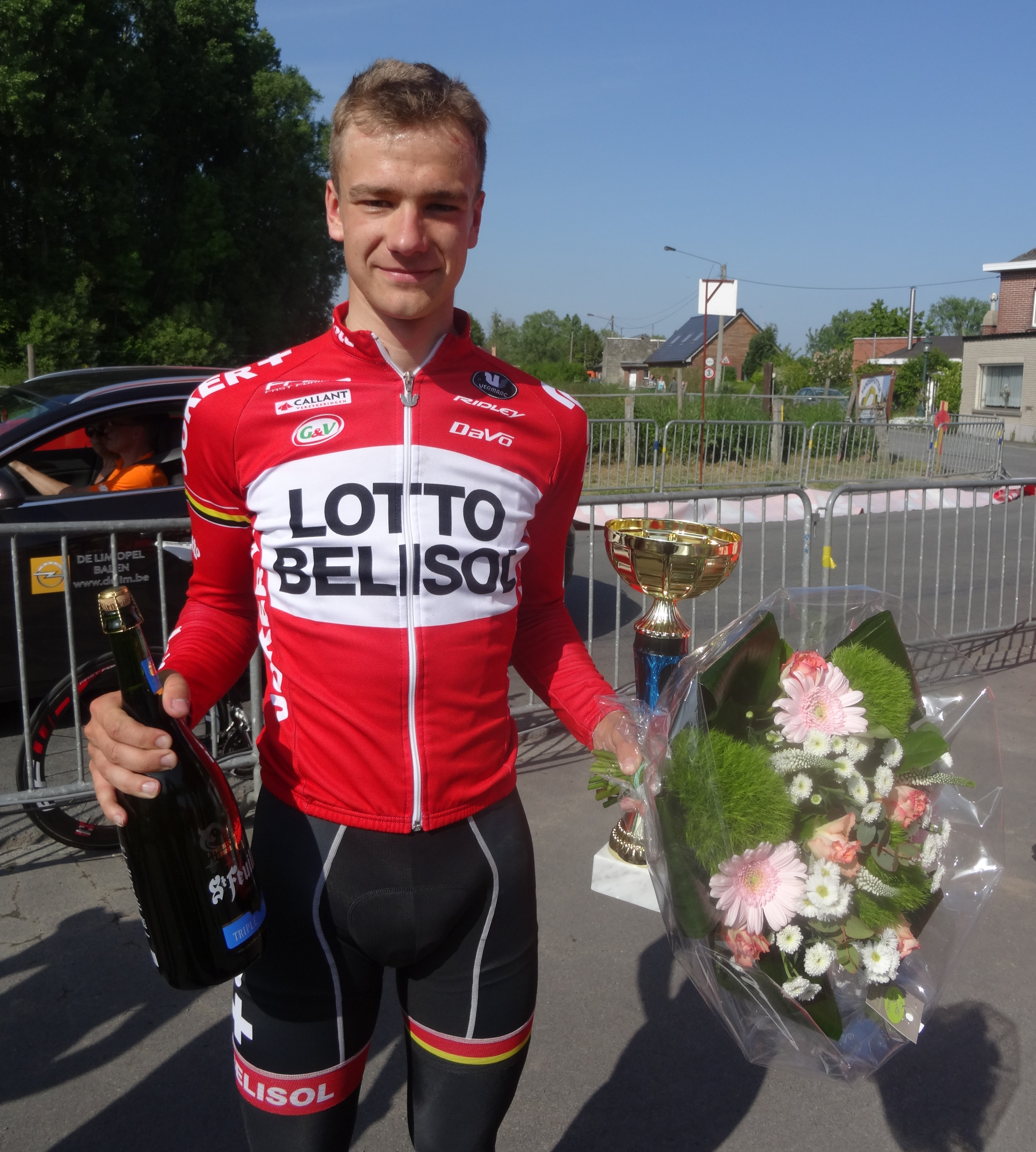
Kevin Deltombe ayant reçu son prix lors du Grand Prix Criquielion 2014, à Deux-Acren.

Kevin Deltombe obtient de bonnes places dans de nombreuses courses,.
- 2011
  - 1re étape du Tour du Valromey
- 2012
  - 1re étape du Trofeo Karlsberg
  - 1re étape du Tour d'Autriche juniors
  - 3e du Grand Prix André Noyelle
  - 3e de Remouchamps-Ferrières-Remouchamps
  - 3e du Circuit Mandel-Lys-Escaut juniors
  - 5e du championnat du monde sur route juniors
- 2014
  - 3e du Grand Prix Criquielion[4],[7]
- 2015
  - Omloop van de Grensstreek
  - 4e étape du Tour de Moselle
  - 2e du Triptyque ardennais
- 2016
  - 4e étape du Triptyque ardennais
  - Mémorial Danny Jonckheere
  - 3e du Circuit du Pays de Waes

## Classements mondiaux
| Année           | 2014 | 2015 | 2016 | 2017   |
| --------------- | ---- | ---- | ---- | ------ |
| UCI Europe Tour | 521e | nc   | 838e | 1 109e |